# Mikkelsdag
Mikkelsdag, tidligere også kaldet Michaëlis, var tidligere en dansk helligdag til ære for ærkeenglen Mikael og alle englene. Den fejredes den 29. september. Man holdt høstfest, og kirkerne pyntedes til gudstjeneste med høstens korn og frugter. Indtil helligdagsreformen af 1770 var mikkelsdag i Danmark en helligdag.
Aftenen før mikkelsdag hedder mikkelsaften, og denne aften indtager man traditionelt kommenskringler og mjød. Det er en tradition, at fejringen af helligdage indledes aftenen før på de såkaldte helligaftener.
I Tyskland hedder dagens brød Michaelibrot. Det er ikke kringler, men et madbrød.
Mikkelsdag (michaëlisdag) som fest for ærkeenglen Michael (de frommes skytshelgen) og andre engle blev fastlagt til den 29. september af pave Gelasius 1. i året 493, hvilket er indvielsesdagen for Michaëliskirken ved Via Salaria i Rom. Denne årlige festdag højtideligholdes af den romerskkatolske kirke, den anglikanske kirke og nogle protestantiske kirker. Østkirken fejrer michaëlisdag den 8. november, og i det gamle Byzans kunne fejringen, alt efter kirke, ligge på den 18. juni, 27. oktober og 10. december.
I Egypten falder michaëlisdag den 12. november, og derudover tilbeder kopterne Skt. Michael hver den 12. i en måned, især den 12. juni, hvor vandstanden i Nilen plejer at stige.
I Danmark var mikkelsdag den 29. september siden middelalderen kendt som terminsdag ved betaling af tiende til kirken samt som ejerskiftedag ved høstens afslutning. Endvidere fejredes dagen med spisning af gåsesteg (lysegilde) og var indledningen til aftensæde i vintermånederne, hvor man sad sammen og arbejdede ved lys.
Mikkelsdag har været en årlig markedsdag og dagen for mikkelsgilde eller mikmusgilde.